# Стерьос Мисиос
Стерьос Мисиос (на гръцки: Στέργιος Μίσιος) е гръцки революционер, деец на Гръцката въоръжена пропаганда в Македония от началото на XX век.

## Биография
Роден е в 1855 година в костурското гръцко село Лошница, тогава в Османската империя, днес Гермас, Гърция. Оглавява самостоятелна чета на гръцката пропаганда в Македония. Действа в района на Преспа, Пелистер и Корещата.
Умира в 1938 година.